# قياسة بهيجة
القياسة البهيجة (الاسم العلمي:Plusia venusta) (بالإنجليزية: white-streaked looper moth)‏ هي نوع من الحشرات تتبع جنس القياسة من فصيلة الليليات.